# SN 1996bs
SN 1996bs – supernowa odkryta 3 listopada 1996 roku w galaktyce A024446+3929. W momencie odkrycia miała maksymalną jasność 19,00m.